# Нови Зеланд на Светском првенству у атлетици на отвореном 2017.
Нови Зеланд је на Светском првенству у атлетици на отвореном 2017. одржаном у Лондону од 4. до 13. августа, учествовао шеснаести пут, односно учествовао је на свим светским првенствима одржаним до данас. Репрезентацију Новог Зеланда представљало је 12 атлетичара (8 мушкараца и 4 жене), који су се такмичили у 13 дисциплина (6 мушких и 7 женских).,
На овом првенству Нови Зеланд је по броју освојених медаља делио 23. место са једном златном медаљом . Оборен је један рекорд континента, оборена су два национална и шест лична рекорда и један најбољи лични резултат у сезони. У табели успешности према броју и пласману такмичара који су учествовали у финалним такмичењима (првих 8 такмичара) Нови Зеланд је са три учесника у финалу делио 37. место са 9 бодова.
| Плас. | Земља       | 1. место | 2. место | 3. место | 4. место | 5. место | 6. место | 7. место | 8. место | Бр. финал. | Бод. |
| ----- | ----------- | -------- | -------- | -------- | -------- | -------- | -------- | -------- | -------- | ---------- | ---- |
| =37.  | Нови Зеланд | 1        | 0        | 0        | 0        | 0        | 0        | 0        | 1        | 2          | 9    |

## Учесници
| Мушкарци: - Џозеф Милар — 100 м, 200 м - Николас Вилис — 1.500 м - Зане Робертсон — 10.000 м - Квентин Рев — ходање 50 км - Томас Волш — Бацање кугле - Џеко Гил — Бацање кугле - Маршал Хол — Бацање диска - Бен Лангтон-Бурнел — Бацање копља | Жене: - Анџела Пети — 800 м - Камил Бушомб — 5.000 м, 10.000 м - Елиза Макартни — Скок мотком - Џулија Ратклиф — Бацање кладива |  |

## Освајачи медаља (1)

### Злато (1)
- Томас Волш — Бацање кугле

## Резултати

### Мушкарци
| Атлетичар          | Дисциплина   | Лични рекорд | Предтакмичење     | Предтакмичење | Квалификације         | Квалификације | Полуфинале           | Полуфинале           | Финале                                 | Финале       | Детаљи |
| Атлетичар          | Дисциплина   | Лични рекорд | Резултат          | Место         | Резултат              | Место         | Резултат             | Место                | Резултат                               | Место        | Детаљи |
| ------------------ | ------------ | ------------ | ----------------- | ------------- | --------------------- | ------------- | -------------------- | -------------------- | -------------------------------------- | ------------ | ------ |
| Џозеф Милар        | 100 м        | 10,18        | 10,29 КВ          | 2. у гр. 4.   | 10,31 (.306)          | 5. у гр. 4.   | Није се квалификовао | Није се квалификовао | Није се квалификовао                   | 33 / 58 (62) |        |
| Џозеф Милар        | 200 м        | 20,37        |                   |               | 20,97                 | 6. у гр. 6    | Није се квалификовао | Није се квалификовао | Није се квалификовао                   | 40 / 46 (50) |        |
| Николас Вилис      | 1.500 м      | 3:29,66 НР   | 3:42,75 (.743) КВ | 5. у гр. 2    | 3:38,68 (.673) кв     | 6. у гр. 2    | 3:36,82              | 8 / 41 (45)          |                                        |              |        |
| Зане Робертсон     | 10.000 м     | 27:33,67 НР  |                   |               |                       |               | 27:48,59 ЛРС         | 16 / 22 (24)         |                                        |              |        |
| Квентин Рев        | 50 км ходање | 3:48:48      | 3:46:29 НР, ЛР    | 12 / 33 (49)  |                       |               |                      |                      |                                        |              |        |
| Томас Волш         | Бацање кугле | 22,21 НР     | 22,14 КВ, ЛРС     | 1. у гр. А    |                       |               | 22,03                |                      | Архивирано на веб-сајту (16. мај 2018) |              |        |
| Џеко Гил           | Бацање кугле | 21,01        | 20,96 КВ          | 2. у гр. Б    | 20,82                 | 8 / 32        |                      |                      | Архивирано на веб-сајту (16. мај 2018) |              |        |
| Маршал Хол         | Бацање диска | 64,55        | 56,64             | 15. у гр. А   | Нису се квалификовали | 30 / 30 (32)  |                      |                      |                                        |              |        |
| Бен Лангтон-Бурнел | Бацање копља | 82,44        | 76,46             | 12. у гр. Б   | Нису се квалификовали | 24 / 31 (32)  |                      |                      |                                        |              |        |

### Жене
| Атлетичарка    | Дисциплина     | Лични рекорд | Квалификације | Квалификације | Полуфинале            | Полуфинале            | Финале                | Финале       | Детаљи                                   |
| Атлетичарка    | Дисциплина     | Лични рекорд | Резултат      | Место         | Резултат              | Место                 | Резултат              | Место        | Детаљи                                   |
| -------------- | -------------- | ------------ | ------------- | ------------- | --------------------- | --------------------- | --------------------- | ------------ | ---------------------------------------- |
| Анџела Пети    | 800 м          | 1:59,06      | 2:01,76       | 4. у гр. 3    | Није се квалификовала | Није се квалификовала | Није се квалификовала | 21 / 45 (47) |                                          |
| Камил Бушомб   | 5.000 м        | 15:19,81     | 15:40,41      | 9. у гр. 2    |                       |                       | Није се квалификовала | 30 / 32 (34) |                                          |
| Камил Бушомб   | 10.000 м       | 31:45,02     |               |               |                       |                       | 33:07,53              | 30 / 31 (33) |                                          |
| Елиза Макартни | Скок мотком    | 4,82 НР      | 4,50 кв       | 5. у гр. А    |                       |                       | 4,55                  | 9 / 24 (31)  | Архивирано на веб-сајту (5. август 2018) |
| Џулија Ратклиф | Бацање кладива | 70,75 НР     | 59,20         | 9. у гр. А    | Није се квалификовала | 26 / 30 (32)          |                       |              |                                          |